# Centertown (Missouri)
Centertown é uma cidade  localizada no estado americano de Missouri, no Condado de Cole.

## Demografia
Segundo o censo americano de 2000, a sua população era de 257 habitantes.
Em 2006, foi estimada uma população de 250, um decréscimo de 7 (-2.7%).

## Geografia
De acordo com o United States Census Bureau tem uma área de
2,3 km², dos quais 2,3 km² cobertos por terra e 0,0 km² cobertos por água.

## Localidades na vizinhança
O diagrama seguinte representa as localidades num raio de 16 km ao redor de Centertown.